# El Ghayra
El Ghayra este o comună din departamentul Guerou, Regiunea Assaba, Mauritania, cu o populație de 5.383 locuitori.